# Annie Berval
Pour les articles homonymes, voir Berval.
Annie Berval est une actrice française.

## Filmographie
- 1955 : Tant qu'il y aura des femmes d'Edmond T. Gréville
- 1956 : Ce soir les jupons volent de Dimitri Kirsanoff
- 1957 : Élisa de Roger Richebé : Ernestine
- 1957 : L'Aventurière des Champs-Élysées de Roger Blanc : la bonne
- 1958 : Le danger vient de l'espace de Paolo Heusch : l'assistante de laboratoire